# Stephanuskirche (Lendsiedel)

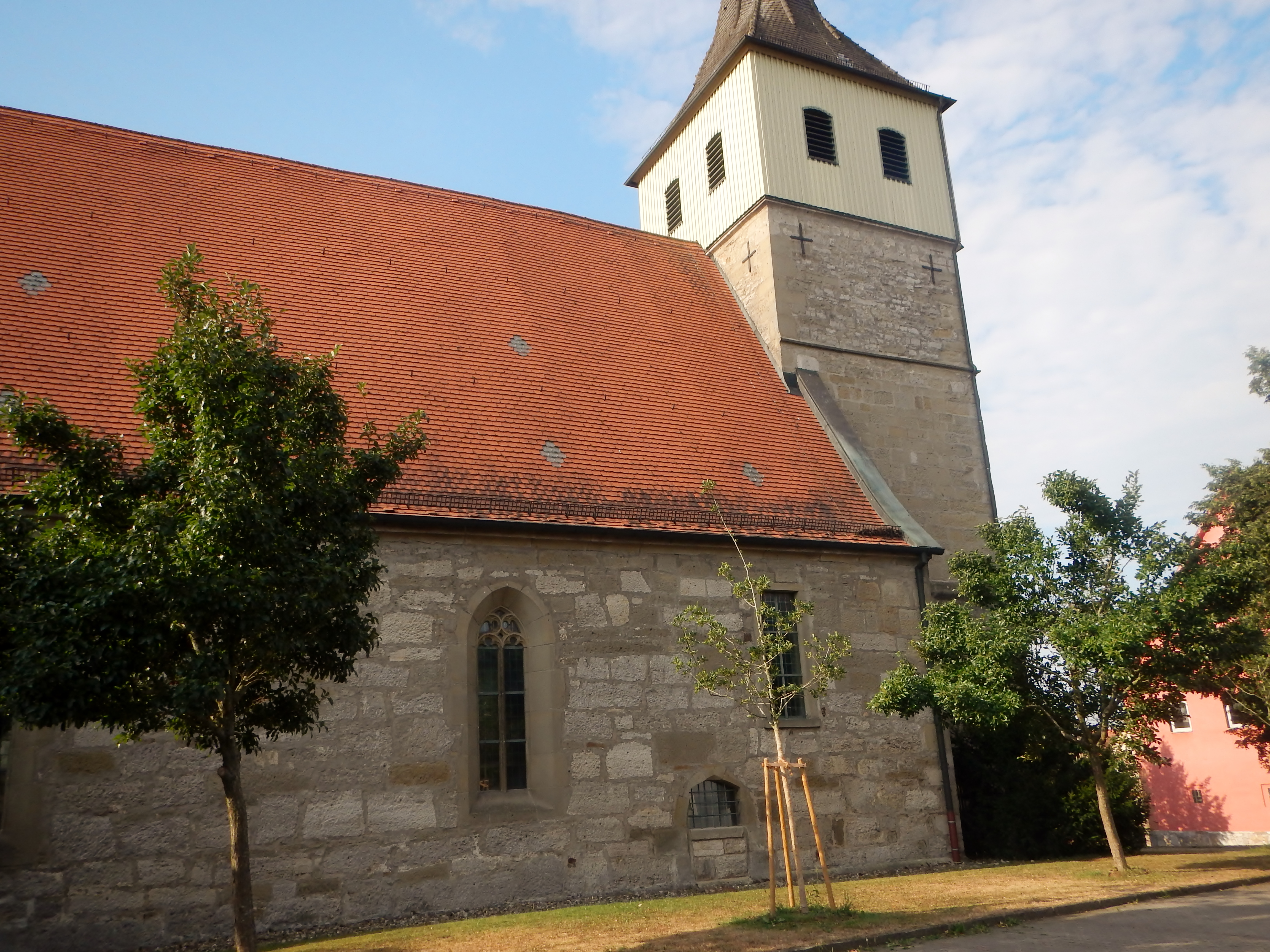
Stephanuskirche in Lendsiedel

Die evangelische Stephanuskirche steht in Lendsiedel, einem Stadtteil von Kirchberg an der Jagst im Landkreis Schwäbisch Hall in Baden-Württemberg. Das Bauwerk ist beim Landesamt für Denkmalpflege Baden-Württemberg als Baudenkmal eingetragen. Die Kirchengemeinde gehört zum Kirchenbezirk Crailsheim-Blaufelden in der Evangelischen Landeskirche in Württemberg.

## Beschreibung
Die im 16. Jahrhundert gebaute Saalkirche besteht aus dem Langhaus, dem eingezogenen, dreiseitig geschlossenen Chor im Osten und dem Kirchturm im Westen, dessen Erdgeschoss romanischen Ursprungs ist. Er wurde später mit einem Geschoss aufgestockt, das den Glockenstuhl enthält, und mit einem achtseitigen Knickhelm bedeckt.
Im Innenraum des netzgewölbten Chors befindet sich ein Sakramentshaus von 1517. Ferner sind dort einige Grabmäler untergebracht. Die Orgel wurde 1702 gebaut. 